# Station Gdańsk Żabianka-AWFiS
Station Gdańsk Żabianka-AWFiS is een spoorwegstation in de Poolse plaats Gdańsk.